# Cosmotoma zikani
Cosmotoma zikani là một loài bọ cánh cứng trong họ Cerambycidae.